# Tiron Albani
Tiron Albani (n. 2 martie 1887, Gârbova de Sus, jud. Alba – d. 12 septembrie 1976, Oradea), a fost om politic, publicist și prozator, unul dintre convocatorii Marii Adunări Naționale de la Alba Iulia din 1 decembrie 1918.

## Biografie
Orfan, urmează școala elementară în satul natal, apoi se angajează ucenic în atelierul de tâmplărie al bunicului său, în Caracal. Devine autodidact și studiază literatura socialistă a perioadei. Intră în contact cu cercurile socialiste, iar în urma unei greve este expulzat și pleacă la Budapesta, unde își continuă studiile gimnaziale și liceale. Devine corespondent al mai multor publicații: „Cometa” din Craiova, „Foaia poporului” din Sibiu și „România muncitoare” (București). În 1913 devine redactor al săptămânalului „Adevărul”, publicație a secției române a Partidului Social Democrat din Ungaria. Tiron Albani a fost condamnat la închisoare pentru delict de presă pe perioada de trei luni.

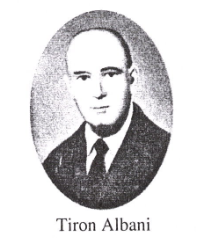
Tiron Albani 2

A făcut parte din Consiliul Național Român constituit la Budapesta la 29 octombrie 1918, ca delegat al Partidului Social Democrat Român din Ungaria. În această calitate a fost unul dintre convocatorii Marii Adunări Naționale de la Alba Iulia. Dintr-o eroare nu a fost convocat ca membru al Marelui Sfat Național Român la 2 decembrie 1918, dar a fost cooptat cu prilejul convocării Marelui Sfat la Sibiu. După 1918 a continuat activitatea jurnalistică în calitate de redactor-responsabil la ziarele „Adevărul” din Sibiu (1918-1919), „Tribuna socialistă” (Sibiu-Cluj, 1919-1921), „Dezrobirea”, organ al Partidului Socialist din Transilvania (Cluj, 1921) și „Dreptatea” (Brașov, 1921). Între 1920 și 1945 a colaborat la publicațiile: „Facla” (Cluj), „Aurora” (București), „Tribuna” (Cluj), „Santinela”, „Nădejdea poporului” (Oradea), „Știrea” și „Libertatea poporului” (Arad). A mai colaborat și la alte gazete și reviste, cum sunt revistele orădene „Familia”, „Gazeta de vest”, „Noua gazetă de vest”, „Cele trei Crișuri”, „Neamul românesc”.
A fost membru al Sindicatul presei române din Ardeal și Banat.

## Distincții
- Ordinul „Tudor Vladimirescu” clasa a IV-a (30 aprilie 1966) „cu prilejul celei de-a 45-a aniversări de la înființarea Partidului Comunist din România, pentru merite deosebite în opera de construire a socialismului”[6]

## Opera
- Craiul munților - Oradea: [s.n.], 1934.
- Leul dela Șișești: de ce s’a prăbușit monarchia austro-ungară - Oradea: Editura Cercul ziariștilor din Oradea, 1936.
- Douăzeci de ani de la Unire, vol. I: Cum s-a făcut Unirea - Oradea: Editura Grafica, 1938.
- Un petec de Asie în Europa – Arad: [s.n.], 1941.
- Atlantida – Arad: [s.n.], [1945].
- Memorii, pref. Miron Constantinescu. - București: Editura Științifică și Enciclopedică, 1969.

## Traduceri
- Fekete Francisc. Se clădea un templu, pref. Eugen Relgis. – București: [s.n.], [1936].

## Legături externe
- Tiron Albani pe crispedia.ro Arhivat în 1 martie 2018, la Wayback Machine.
- Tiron Albani pe bjc.ro Arhivat în 1 martie 2018, la Wayback Machine.
- Gelu Neamțu, Mircea Vaida-Voevod, 1 decembrie 1918. Mărturii ale participanților. Ioachim Crăciun: documente la un sfert de veac de la Marea Unire. Vol. I, București, Editura Academiei Române, 2005, p. 27-30.